# غيولا راكوسي
غيولا راكوسي (بالمجرية: Rákosi Gyula)‏ ، من مواليد 9 أكتوبر 1938 ، لاعب كرة قدم هنغاري سابق.
لعب مع منتخب هنغاريا لكرة القدم.

## مسيرته الكروية
لعب غيولا راكوسي خلال مسيرته الاحترافية مع نادِ واحدٍ في 16 موسمًا وسجل خلالها 63 هدفًا ضمن 322 مباراة. حيث فاز في موسمين بالكأس و4 مواسم بالدوري.
خاض غيولا راكوسي مسيرته مع نادي فيرينتسفاروشي في موسم 1957–58 ليلعب معه ستة عشر موسمًا، مشاركًا في 322 مباراة سجل خلالها 63 هدفًا.

## روابط خارجية
- غيولا راكوسي على موقع الاتحاد الدولي (مؤرشف)  (الإنجليزية)
- غيولا راكوسي على موقع الاتحاد الأوربي (الإنجليزية)
- غيولا راكوسي على موقع قاعدة بيانات كرة القدم.إي يو (الإنجليزية)
- غيولا راكوسي على موقع ناشيونال فوتبول تيمز (الإنجليزية)
- غيولا راكوسي على موقع Soccerway.com (الإنجليزية)
- غيولا راكوسي على موقع عالم كرة القدم.نت (الإنجليزية)
- غيولا راكوسي على موقع أوليمبيديا (الإنجليزية)